# La Mesquita (Súria)
La Mesquita és una masia de Súria (Bages) protegida com a Bé Cultural d'Interès Local.

## Descripció
Edifici situat a la zona de La Mesquita, part nord occidental de la carretera que porta a Balsareny (BP-4313). Es tracta d'una construcció en forma de L, amb diferents cossos annexes. Destaca la llinda de la porta principal en la que apareix una inscripció que data de "1865". Al seu interior conserva el celler amb botes petites de cèrcols de ferro, coves de vímet i canya i, en altres dependències, un banc de fuster com a elements mobles d'interès.